# اپوزیسیون
اُپوزیسیون (به فرانسوی: Opposition) در اصطلاح سیاست به مجموعه افراد و نهادهای مخالف اصل نظام سیاسی گفته می‌شود که در صدد براندازی نظام حاکم هستند . این امر لزوماً به معنی مخالفت با اصل نظام حکومت نیست، بلکه ممکن است به مخالفت را با آن بخش که دولت را در دست دارد تنزل کند. مثال این واژه در نظام‌های پارلمانی در مورد گروه‌های مخالف دولت یا در مورد گروهی از جامعه که با سیاست‌های دولت موافق نباشند به کار برده می‌شود.
فرهنگستان زبان فارسی واژه گروه مخالف را به جای «اپوزیسیون» پیشنهاد داده‌است. ریشه لاتین کلمه (Opposite) به معنای ضد از کلمهٔ اپوزیسیون است.